# GOLDEN☆BEST 辛島美登里
『GOLDEN☆BEST 辛島美登里』（ゴールデン☆ベスト からしまみどり）は、辛島美登里のベスト・アルバム。2004年12月22日発売。発売元はBMG JAPAN。規格品番はBVCK-38088。2009年9月2日にはBlu-spec CDで限定発売された（BVCL-20006）。

## 解説
各レコード会社から発売されているゴールデン☆ベストシリーズの1枚として発売された、辛島美登里の廉価版ベスト・アルバム。
TBS系金曜ドラマ『クリスマス・イブ』の主題歌「サイレント・イヴ」、同じく金曜ドラマ『愛はどうだ』主題歌の「あなたは知らない」、日本テレビ系テレビアニメ『YAWARA!』エンディング・テーマの「笑顔を探して」等、タイアップ・ソングが多数収録されている。
「瞳・元気 〜都会のひまわり〜」は当時同じくファンハウスに所属していた歌手、永井真理子へ提供した楽曲のセルフカバー。ただし、「〜都会のひまわり〜」のサブ・タイトルが付くのは辛島バージョンのみである。
上記のように他歌手に楽曲提供し、のちにセルフカバーをする機会も多々ある辛島であるが、1990年冬に発売されて以降クリスマスシーズンのスタンダード・ナンバーとなった「サイレント・イヴ」は、逆にカバーされることがある。
発売から5年経た2009年には、高音質フォーマットであるBlu-spec CD（ブルースペックCD）仕様で限定発売された。

## 収録曲
特記以外　作詞・作曲:辛島美登里　編曲:若草恵
1. 時間旅行
  - 編曲:久米大作
2. 黄昏を追い抜いて
  - 編曲:久米大作
3. Merry Christmas To You
  - 作詞:永井真理子・辛島美登里
4. ツバメ
  - TBSテレビ系テレビドラマ『月曜ドラマスペシャル』主題歌
5. Emerald Dream
  - 編曲:久米大作
6. 笑顔を探して
  - 読売テレビ・日本テレビ系テレビアニメ『YAWARA!』エンディング・テーマ
7. サイレント・イヴ
  - TBS系金曜ドラマ『クリスマス・イブ』主題歌
8. Snow Parade
  - 編曲:村瀬恭久
9. 夢の中で〜Graduation〜
  - 編曲:佐藤準
  - MBSテレビ制作・TBS系『地球ZIG ZAG』テーマ曲
10. 夏色物語
11. 夕映え
12. あなたは知らない
  - 編曲:萩田光雄
  - TBS系金曜ドラマ『愛はどうだ』主題歌
13. 美しい地球
  - 編曲:佐藤準
14. 瞳・元気 〜都会のひまわり〜
  - 作詞:只野菜摘・辛島美登里　編曲: 大村雅朗
15. チャンスの卵
  - 編曲:佐藤準
  - 長崎オランダ村ハウステンボス CMソング
16. くちづけの予感
  - 編曲:山川恵津子